# ES Большой Медведицы
ES Большой Медведицы (лат. ES Ursae Majoris) — двойная затменная переменная звезда типа W Большой Медведицы (EW) в созвездии Большой Медведицы на расстоянии (вычисленном из значения параллакса) приблизительно 2363 световых лет (около 725 парсеков) от Солнца. Видимая звёздная величина звезды — от +11,38m до +10,99m.